# Вінсент Бабеш
Вінсент Бабеш (рум. Vincenţiu Babeş; нар. 21 січня 1821, Ходоні — пом. 22 грудня 1907, Будапешт) — румунський адвокат, викладач, журналіст, політик, член і один із засновників Румунської академії, батько фізика і біолога Віктора Бабеша.

## Біографія
Народився 21 січня 1821 року в місті Ходоні в Банаті в селянській родині.
Рано залишившись сиротою, вже з юних років мав жити власною працею, але це не завадило йому блискуче закінчити як середню, так і вищу освіту.
Після закінчення курсу богословських і юридичних наук в Пештському університеті, був запрощений в Богословський інститут в місто Арад, а в 1849 році його призначено директором народних шкіл в Банаті.
У жовтні 1849 року Бабеш був посланий до столиці Австрії — Відня з депутацією від усього румунського народу, як представник румунської єпархії Арада і багатьох сільських громад. Деякий час по тому, він був прикомандирований до міністерства юстиції для перегляду і редагування румунського тексту зводу законів. Потім він працював при касаційній палаті у Відні, перебуваючи в той же час членом касаційної палати в Будапешті. Переслідування, яким в той час піддавалися угорці, змусили його залишити займані ним посади, але незабаром він знову був обраний депутатом в угорську палату, де зіграв значну роль в політичному русі угорських румунів.
Літературна діяльність Бабеша почалася в 1843 році, коли він став поміщати в «Трансильванській газеті» численні статті з політичної економії. Крім того окремі його твори і вірші публікувалися і в інших журналах. Але, на думку ряду критиків, головна його заслуга полягає в редагуванні журналу «Бджола».
Помер 22 січня 1907 року в місті Будапешті.
1. 1 2 3 4 5  Dániel B., József P., Judit P. Képviselők és főrendek a dualizmus kori Magyarországon — Líceum Kiadó, 2020. — С. 223. — 639 с. — ISBN 978-963-496-144-4
2. ↑  Dániel B., József P., Judit P. Képviselők és főrendek a dualizmus kori Magyarországon — Líceum Kiadó, 2020. — С. 331. — 639 с. — ISBN 978-963-496-144-4